# Gorka Bidaurrazaga
Gorka Bidaurrazaga Rebolleda, más conocido como Bidaurrazaga, (Baracaldo, Vizcaya, País Vasco, España, 20 de septiembre de 1972) es un exfutbolista y entrenador español. Se desempeñaba en la posición de delantero. Tuvo un hijo que se llama Oier Aritz.
Tiene un hermano gemelo, Aitor, que también fue futbolista y entrenador.

## Trayectoria
Gorka se formó en la cantera del Athletic Club. En 1992 dio el salto al Bilbao Athletic, que se encontraba en Segunda División. El 29 de octubre de 1995 debutó en Primera División con el Athletic Club, en una derrota por 3 a 1 ante el Valencia. Jugó tres partidos más en Liga, dos de ellos como titular, con el equipo rojiblanco que dirigía Stepanović.
Sin embargo, su trayectoria profesional continuó en las filas de la UE Lleida en 1996. Pasó al CD Badajoz de cara a la siguiente campaña, aunque regresó al club catalán en enero debido a la falta de minutos. Sus siguientes equipos fueron el Elche CF, Gimnástica de Torrelavega, CP Cacereño y Amurrio Club. En 2002 se incorporó al Club Portugalete, donde vivió sus últimas tres temporadas como futbolista.
Tras su retirada, empezó su trayectoria de entrenador en equipos formativos y del fútbol regional vizcaíno.

## Clubes
| Club                      | País   | Temporada   |
| ------------------------- | ------ | ----------- |
| Bilbao Athletic           | España | 1992 - 1996 |
| Athletic Club             | España | 1995        |
| UE Lleida                 | España | 1996 - 1997 |
| CD Badajoz                | España | 1997        |
| UE Lleida                 | España | 1998        |
| Elche CF                  | España | 1998 - 1999 |
| Gimnástica de Torrelavega | España | 1999 - 2000 |
| CP Cacereño               | España | 2000 - 2001 |
| Amurrio Club              | España | 2001 - 2002 |
| Club Portugalete          | España | 2002 - 2005 |